# عزلة العمارية (الحديدة)
عزلة العمارية هي إحدى عزل مديرية بيت الفقية في محافظة الحديدة اليمنية ويبلغ تعداد سكانها 8787 نسمة حسب التعداد السكاني في اليمن لعام 2004.